# (38762) 2000 RK4
2000 RK4 (asteroide 38762) é um asteroide da cintura principal. Possui uma excentricidade de 0.22831200 e uma inclinação de 7.84872º.
Este asteroide foi descoberto no dia 1 de setembro de 2000 por LINEAR em Socorro.